# Kılıç Arslan I.
Kilič Arslan I. (turško I. Kılıç Arslan [Kïlïč-Arslan], arabsko قلج أرسلان‎ [Kilidž Arslān]), tretji sultan seldžuškega sultanata Rum (1092-1107), * 1079, † 1107. 
Vladal je v času prve križarske vojne in sodeloval v vseh večjih spodadih s križarji. Po smrti sultana Seldžuškega cesarstva Malika Šaha I. je ponovno ustanovil seldžuški sultanat Rum in v prvi križarski vojni leta  1101 v treh bitkah  prepričljivo porazil križarje.

## Vzpon na oblast
Po smrti očeta Sulejmana I. Rumskega leta 1086 je postal talec sultana Malika Šaha I.. Po Malikovi smrti leta 1092 so ga izpustili in postal je poglavar turškega oguškega  plemena Jiva. V Nikeji v zahodni Anatoliji je odstavil Malikovega guvernerja Amina 'l Gaznija in mesto izbral za  svojo prestolnico. 
Po Malik Šahovi smrti so turška plemena Danišmendi, Mangudžekidi, Saltukidi, Čake, tengribirmiški begi, Artukidi in Ahlatšahi začela med seboj tekmovati in ustanavljati svoje  neodvisne države. Zapleteno stanje so še bolj zapletle spletke bizantinskega cesarja Alekseja I. Komnena. Kilič Arslan je hotel pridobiti zanesljivega zaveznika v vojni proti Bizantincem, zato se je poročil s hčerko emirja plemena Čaka, ki je imel močno vojno mornarico. Leta 1094 je dobil od Alekseja namig, da ga poskušajo Čake izigrati in prestopiti na bizantinsko stran. Kilič Arslan je zato s svojo vojsko vkorakal v njihovo prestolnico Smirno in v svojem taboru priredil banket, na katerega je povabil tudi svojega tasta. Tasta so na banketu omamili in ga nato ubili.

## Prvi križarski pohod

### Križarski pohod ubogih
Križarska vojska Petra Puščavnika in Valterja Sans-Avoirja je prišla pred Nikejo leta 1096. Njuno vojsko so Seldžuki brez težav porazili in ubili kakšnih 30.000 križarjev, preživele pa prodali v suženjstvo. Kilič Arslan je zatem z vojsko odšel v vzhodno Anatolijo in napadel danišmendski emirat Malika Gazija.

### Križarski pohod vitezov
Kilič Arslan je zaradi lahke zmage nad prvim valom križarjev sklepal, da ga tudi drugi val, ki so ga vodili plemiči iz zahodne Evrope, ne more resno ogroziti. Vojne z Danišmendi ni prekinil, zato je bil maja 1097, ko so križarji začeli oblegati Nikejo, daleč od svoje prestolnice. Ko je izvedel za obleganje, je pohitel domov in 21. maja v bližini Nikeje v spopadu s križarji doživel poraz. Mesto se je po tajnih pogajanjih, za katera križarji niso vedeli, vdalo Bizantincem. Kilič Arslanovo ženo in otroke so Bizantinci ujeli in odpeljali v Konstantinopel, vendar so jih zaradi dobrih odnosov med vladarjema še istega leta brez odkupnine izpustili.
Invazija križarjev in Bizantincev je povzročila združitev Rumskega sultanata in Danišmendov in skupno vojno proti napadalcem. Križarska vojska se je na pohodu skozi Anatolijo razdelila v dve skupini. Združena turška vojska jih je prvič iz zasede napadla pri Dorileju 29. junija 1097. Turškim lokostrelcem na konjih ni uspelo predreti močne obrambne črte križarskih vitezov in glavnini križarske vojske pod poveljstvom Bohemonda Tarantskega je 1. julija uspelo vdreti v turški tabor in ga zasesti. Kilič Arslan se je umaknil in križarjev na njihovi poti proti Antiohiji ni več napadal, povzročil pa jim je velike izgube in pred njimi uničil vse  posevke in vodne vire.

## Križarski pohod  leta 1101
Gazni ibn Danišmend je v eni od bitk ujel Bohemonda Antioškega, kar je sprožilo vojni pohod Langobardov, ki so ga poskušali osvoboditi. Križarji so na pohodu zavzeli Ankaro, potem pa sta jih Kilič Arslan in njegov zaveznik, alepski atabeg Radvan, pri Mersivanu združeno napadla iz zasede in jih porazila. 
Leta 1101 je pri Herakleji porazil tudi drugo križarsko vojsko, ki je šla na pomoč novoustanovljenim križarskim državam v Siriji. Zmaga je bila za Seldžuke zelo pomembna, ker je dokazala, da križarski vitezi niso nepremagljivi. Po zmagi je Kilič Arslan svojo prestolnico preselil v Konyo in zatem porazil vojsko Viljema II. Neverskega, ki je poskušala osvojiti mesto.
Leta 1104 se je ponovno začel vojskovati z Danišmendi, ki so bili po smrti Malika Gazija močno oslabljeni, in od njih zahteval polovico odkupnine, ki so jo dobili za Bohemonda. Posledica vojne je bila združitev Bohemonda in Danišmendov proti Rumu in Bizantincem.

## Vojna v Siriji in smrt
Kilič Arslan je po križarskih  vojnah odšel proti vzhodu in zasedel Harran in Diyarbakr. Leta 1107 je osvojil še Mosul, potem pa sta ga ob reki Kabur s skupnimi močmi napadla seldžuški sultan Mehmed I. in alepski emir Radvan in ga porazila. Njegova vojska je utrpela velike izube, on sam pa je med poskusom bega preko reke utonil.